# Ráday Pál (politikus)

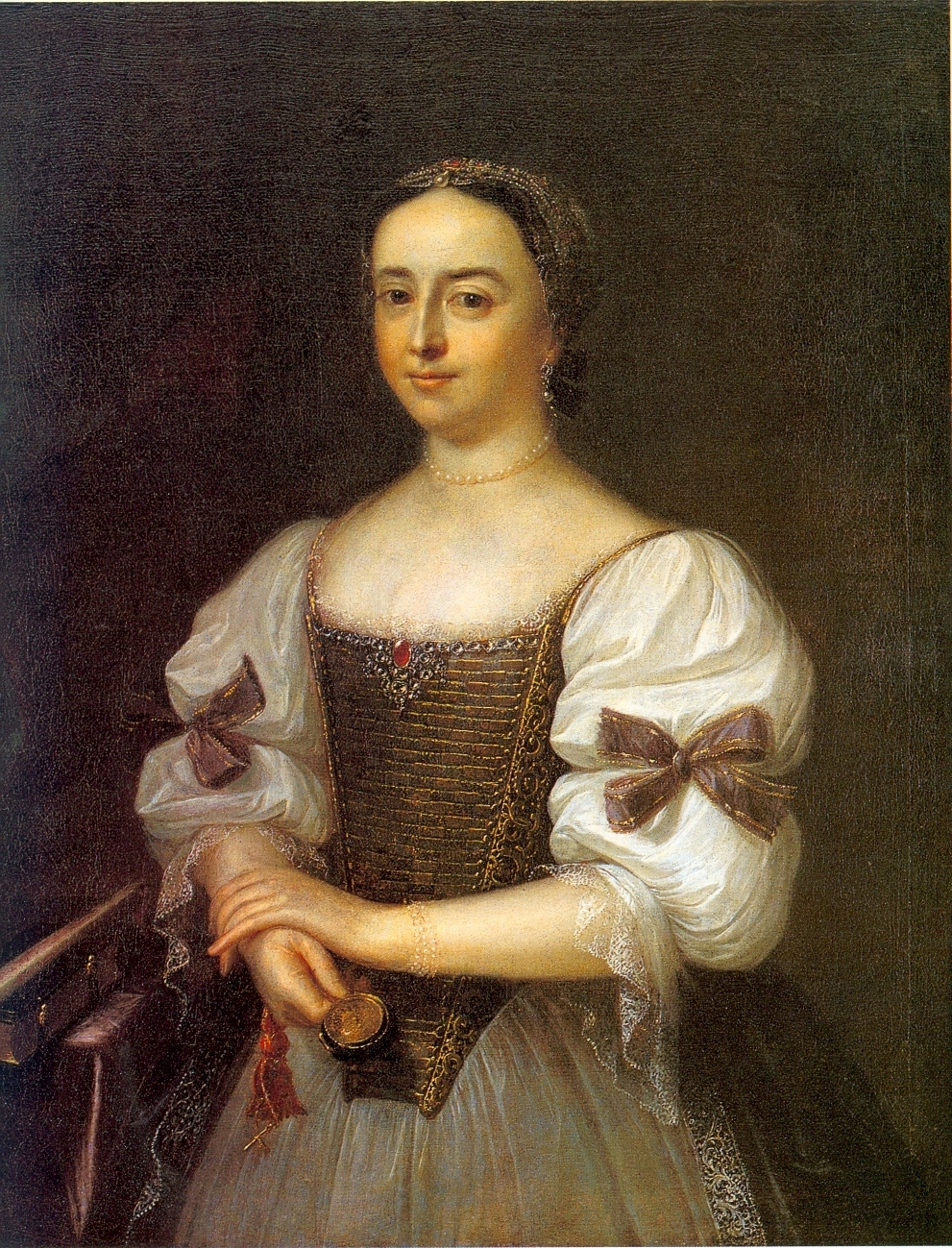
Felesége Kajaly Klára 1724-ben. Mányoki Ádám festménye

Rádai Ráday Pál (Losonc, 1677. július 2. – Pécel, 1733. május 20.) II. Rákóczi Ferenc kancellárja, könyvtáralapító.

## Családja
Nógrád vármegyei protestáns köznemesi családból származott, apja Ráday Gáspár (†1711) Pest vármegyei alispán,  anyja Libertsey Rozália (†1702). 1703-ban eljegyezte az evangélikus Kajaly Klárát (1690–1741. január 8.), Kajaly Pál és Fáy Borbála leányát. Az esküvőt már ekkor megtartották, de miután hitvese még csupán 13 éves volt, a lakodalomra jóval később, 1705. január 13–16-án került sor Gács várában. Gyermekeik: Ráday Gedeon (1713–1792), Ráday Eszter (1716–1764)

## Élete
Gyermekéveit és élete nagy részét Nógrádban töltötte. A losonci református iskolában tanult a syntaxisig, akkor Rahóra ment, a híres Braxatoris keze alá; ennek halála történvén, csak egy évig maradt tanítása alatt; azután Losoncon a mesterek egész kara nevelte a logikáig; 1693-ban Selmecbányán, 1694-ben Körmöcbányán tanult philosophiát és theologiát. 

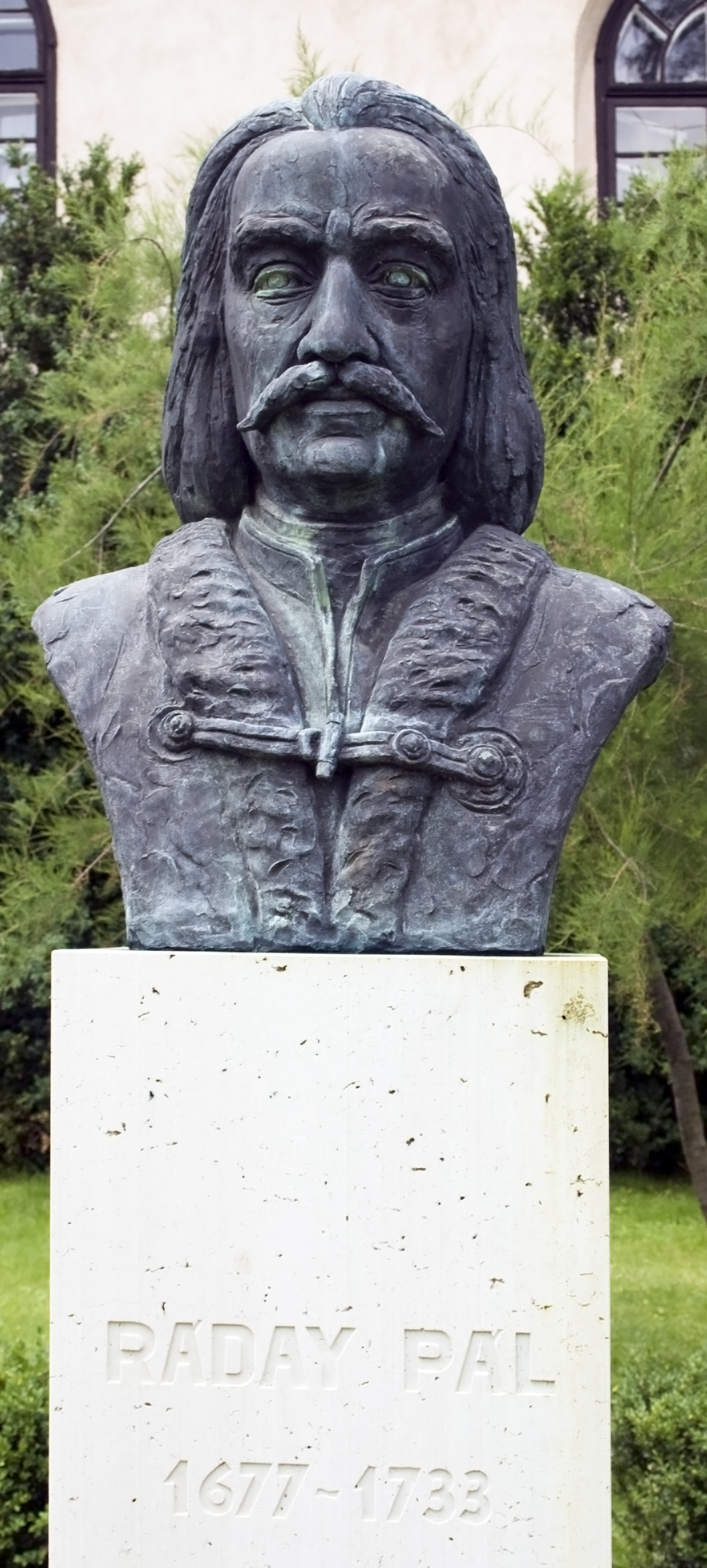
Ráday Pál szobra a vajai Vay Ádám Múzeum parkjában

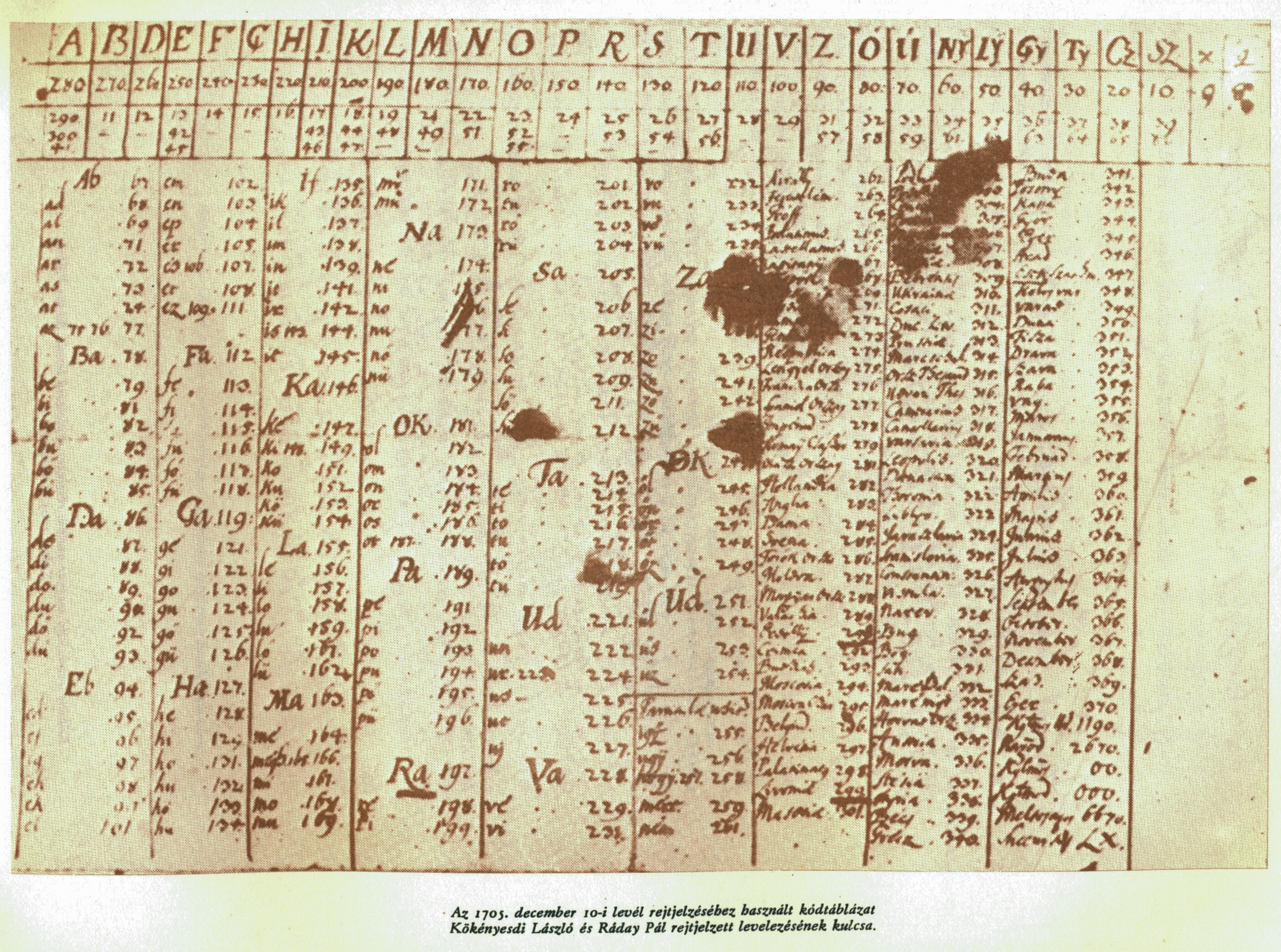
Ráday és Kökényesdi László levelezéséhez használt rejtjelkulcs

1695-ben készen volt tanulmányaival s latinul, németül és franciául folyékonyan beszélt és írt; ekkor törvénygyakorlatra ment Kajali Pál Nógrád- és Hont vármegye jegyzője (későbbi apósa) mellé. 1698-ban hadi gyakorlaton volt két évig Forgách Simon gróf horvát bán mellett mint titkár és két hadjáratban vett részt. Kajali 1699-ben lemondván, Nógrád rendei Rádayt választották helyébe jegyzőnek. 1700-ban építette a ludányi házat.
1703-ban a gácsi várba szorult nemesség letévén Rákóczi részére a hűségesküt, ezt tenni csak maga Ráday vonakodott minden fenyegetés ellenére, míg a fejedelem szép szóval a maga részére meg nem nyerte. Már 1704-ben Rákóczinak belső titkára volt s ő fogalmazta a Recrudescunt kezdetű híres kiáltványt. II. Rákóczi többször követül küldte északi és keleti udvarokhoz: 1704-ben Lengyelországba, XII. Károly svéd királyhoz, I. Frigyeshez és visszatérőben Leszczyński Szaniszló királlyá választására. 1704-ben Bercsényi Miklós mellett a selmeci békeértekezleten vett részt, 1705-ben, a szécsényi országgyűlésen pedig mint fejedelmi előadó szerepelt. Híres stiliszta és szónok volt.
1707-ben az erdélyi országgyűlés és erdélyi kancellária igazgatójává választotta. 1707-ben Nagy Péter cárnál volt és vele szövetséget kötött. 1708. jelen volt a trencsényi ütközetben. 1709-10. ismét XII. Károlynál és a török szerdárnál járt Benderben. Rákóczival Lengyelországba szorulván ki, Stryből Debreczenbe jött Pálffyhoz békealkudozásra; a confederátusok szatmári gyűlésén lelkesen védte fejedelmét. A szatmári béke után hazajött és Bécsben letette a hűségesküt. 1712. Nógrád követe volt a III. Károlyt koronázó országgyűlésen; szónoki tehetsége az uralkodó előtt is nem egyszer érvényesült reform. hitsorsosai ügyében. Az 1714-15. országgyűlésen is nagytekintélyű szerepet vitt. Tagja lett több országos bizottságnak 1722-ig. 1723-ban buzgón pártolta a pragmatica sanctiót.
Élete végén sokat betegeskedett, gazdálkodott és irodalmi foglalkozásnak élt. Ráday egyike volt a legelső könyvgyűjtőknek, a hungarikákból először állított könyvtárt; ő vetette meg a híres Ráday-könyvtár alapját. Énekei, melyeket Szenczi Molnár Albert zsoltárainak formájában szerzett, a protestáns énekköltészetet új hangokkal gazdagították. Meghalt 1733. május 20. Pécelen. Losoncon van eltemetve.

## Művei
- Lelki hódolás, avagy az igaz keresztyénhez illő buzgó imádságok; mellyekkel mintegy parancsolat szerént való bizonyos adóval, az ő Urának s Istenének be-hódolni tartozik. Mellyet, már azelőtt maga gyakorlására (in privato) el-készítvén, most, némely hozzá-tartozóinak kivánságokra és másoknak-is hasznokra, ahoz alkalmaztatott istenes új énekekkel ki adott. Kassa, 1710 (Ez az első kiadás ismeretlen, Debrecen 1715, 1724, 1747, 1761, 1774, Lőcse, 1726. ez a kiadás kétséges, Pozsony, 1770, Pest, 1791)
- Ráday Pál napló-írása 1677-1720. Pest, 1866 (Kiadva Thaly Kálmántól a Rákóczi-Tár I. kötetében és az Irodalomtörténeti Közleményekben 1892. 106-109. I. az eredetiből közölve. Eredetije a péczeli gróf Ráday-könyvtárban. Thaly a Magyar Nemzeti Múzeumban lévő másolatból közölte.)
- Benderben menő Utazásomnak Diáruma. Pest, 1841 (Eredetije a péczeli gr. Ráday-levéltárban, másolata a nemzeti múzeumban. Kiadva Jerney Jánostól, Tudománytár, 1841. Értekezések IX., de régisége modernizálva; másodszor Thalytól a Rákóczi-Tár I. kötetében az eredeti helyesírással.)
- Rádai Ráday Pál munkái. Összegyűjtötte és életrajzzal bevezette Négyesy László. Bpest, 1889 (Olcsó Könyvtár 256. sz. A Lelki Hódoláshoz alkalmaztatott Istenes új énekek, Egyéb versek a Lelki Hódolásban, Ráday Pál versei Darvas János eczetéről, Ráday Pál levele prózában az előbbihez, Utóirat versben az előbbihez, Epitaphium versben az előbbihez, Ráday Pál önéletrajza, Benderben menő utazásomnak Diáriuma.)
- Kéziratban: Descriptio historiae arcanae infausti praeteriti belli. Sub Carolo VI-to scripta. Anno 1713 (III. Károly felszólítására latinul írta. A Magyar Nemzeti Múzeum kézirattárában, ívrét, 29 lap, eredeti kézírás, öt lap még más írás: a Ráday által kötött 1707-ik szövetség Nagy Péter czárral); Ráday Pál énekei közül egynehány. Pápa, 1720. 12 rét könyvecske a Nemzeti Múzeumban (az Istenes Énekekből kiírt másolat); A theologia magyarázata latin distichonokban. (Ily művéről csak egyik halotti szónok Miskoltzi Sz. János után van tudomásunk, de tényleg nem ismerjük.)

Ráday Pálnak és feleségének arcképét Mányokitól a Ráday Könyvtár őrzi.
- Rákóczi kiáltványa a keresztény világhoz a szabadságharc okairól és céljáról; összeáll., ford. Ráday Pál; Magyar Helikon, Bp., 1976
- Ráday Pál iratai, 1-3.; sajtó alá rend. Benda Kálmán et al.; Magyar Történelmi Társulat, Bp., 1955–2003
  - 1. 1703–1706; 1955
  - 2. 1709–1711; 1961
  - 3. 1709–1711; 2003
- Lelki hódolás. Jubileumi kiadás; sajtó alá rend. L. Kozma Borbála, tan. Ladányi Sándor; Református Zsinati Iroda, Bp., 1977
- Három református lelki könyv / Berecz Ágnes: Ráday Pál – Lelki hódolás / Bíró Gyöngyi: Diószegi K. István – Lelki fegyver / Bíró Gyöngyi: Maklári János – Lelki jó illat-tétel; Borda Antikvárium, Zebegény, 2018 (Régi magyarországi vallásos nyomtatványok)

## Emlékezete

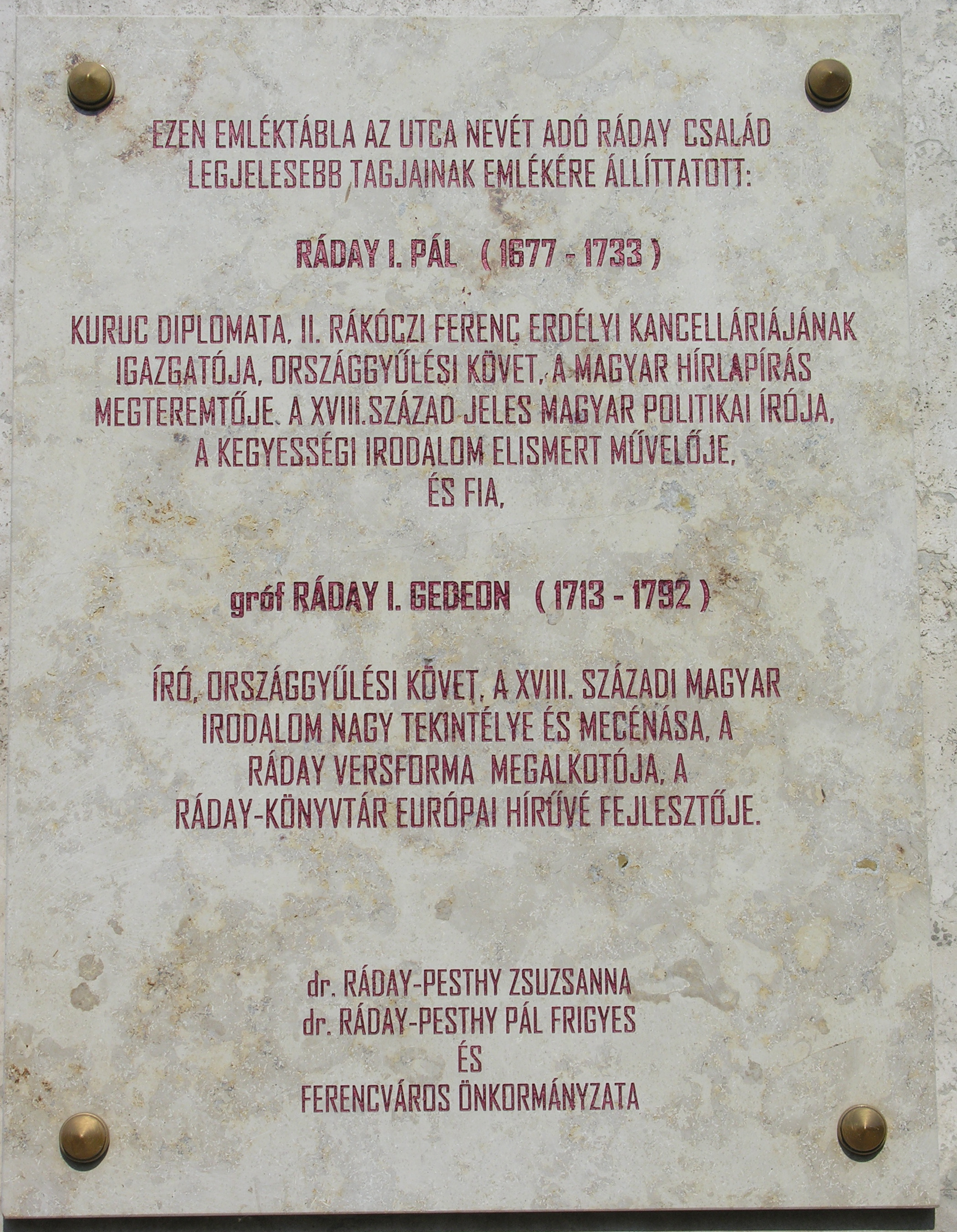
Ráday Pál emléktáblája a családról elnevezett utcában, Budapest, IX. kerület, Ráday utca 2.

### Közterületek
- Ráday utca (Budapest, IX. kerület)
- Ráday Pál utca (Harta)
- Ráday Pál utca (Nyíregyháza)
- Ráday utca (Veresegyház)

### Intézmények
- Ráday Pál Gimnázium (Pécel, 1962-ben alapítva)
- Ráday Könyvtár (Budapest, IX. Ráday utca 28.)
- Dunamelléki Református Egyházkerület Ráday Múzeuma (Kecskemét)
- Hartai Ráday Pál Általános Iskola és Alapfokú Művészeti Iskola (Harta, Bajcsy-Zs. u. 4.)